# ناثان غاردنر
ناثان غاردنر (بالإنجليزية: Nathan Gardner)‏ هو لاعب دوري الرغبي أسترالي، ولد في 3 يوليو 1990 في سيدني في أستراليا.